# Kōshi Rikudō
Kōshi Rikudō (六道 神士, Rikudō Kōshi), plus connu sous la transcription irrégulière Koshi Rikdo, est un mangaka né le 16 novembre 1970, notamment créateur du manga à l'origine de la série animée Excel Saga.